# Single numer jeden w roku 2013 (USA)

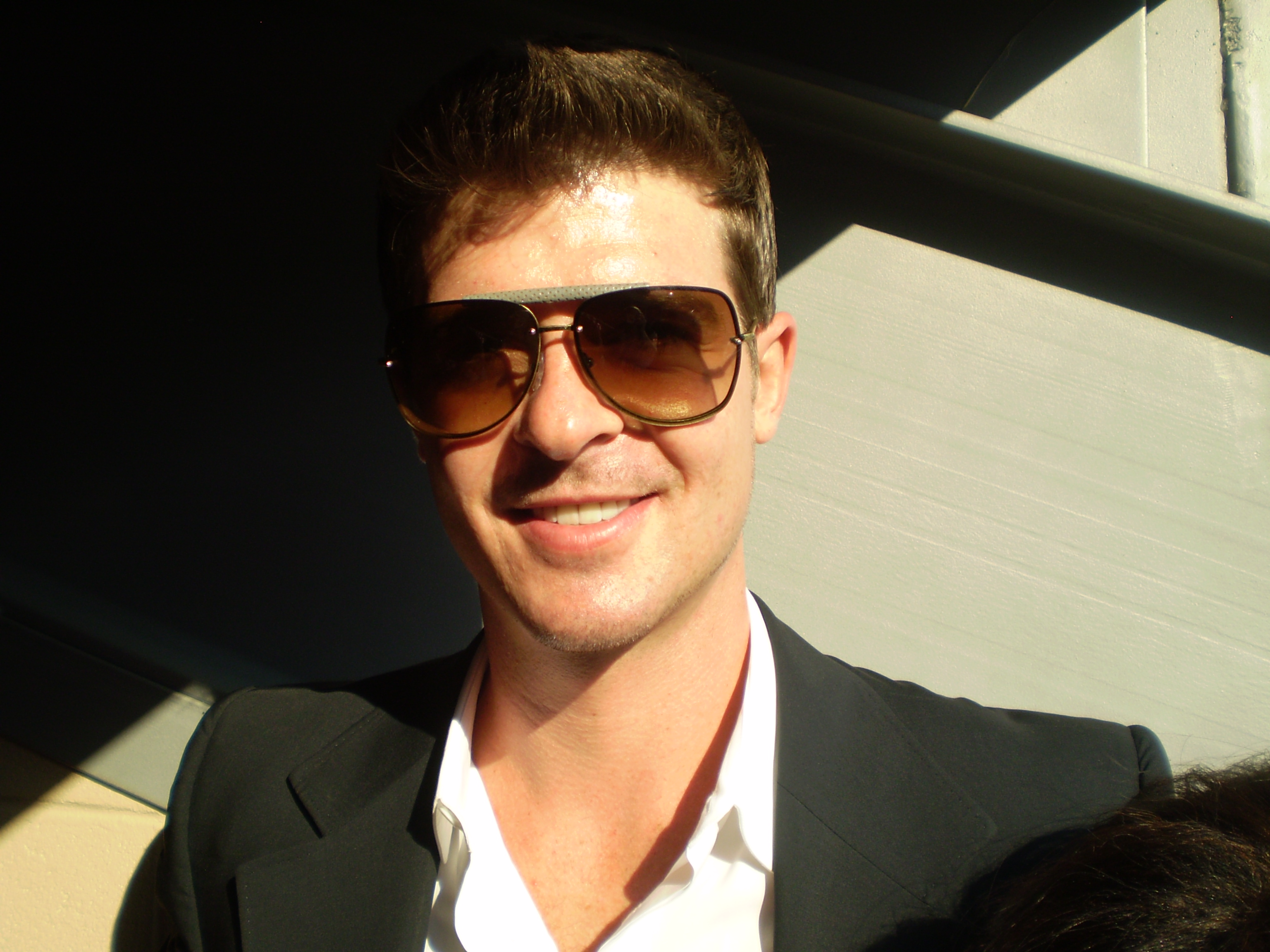
Robin Thicke wspólnie z Pharrellem Williamsem i T.I. spędził 12 tygodni na 1 miejscu Billboard Hot 100 z utworem „Blurred Lines”, co było najdłuższym czasem przebywania singla na 1 miejscu od 2009, kiedy 14 tygodni na szczycie był utwór „I Got A Feeling” grupy The Black Eyed Peas.

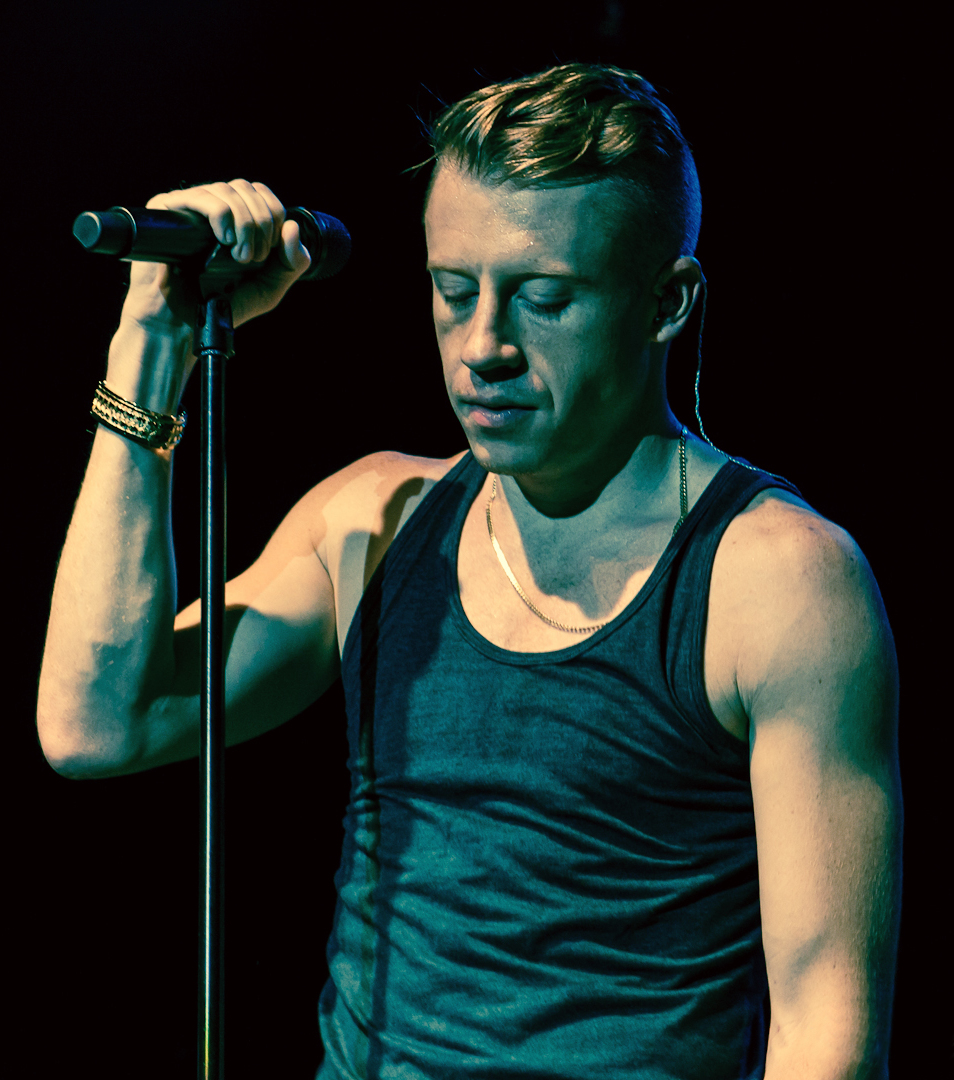
Amerykański raper Macklemore wspólnie z Ryanem Lewisem spędził 11 tygodni na 1 miejscu Billboard Hot 100 w 2013 z 2 różnymi singlami: „Thrift Shop” (który został utworem roku) i „Can’t Hold Us” (który w klasyfikacji rocznej znalazł się na 5 miejscu).

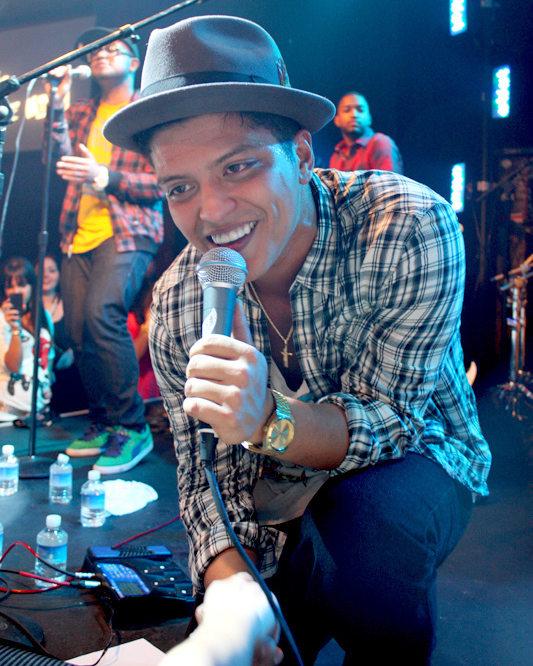
Bruno Mars przebywał w 2013 na 1 miejscu z 2 różnymi singlami: „Locked Out Of Heaven” i „When I Was Your Man”. Ten drugi był już jego 5 numerem 1 w USA.

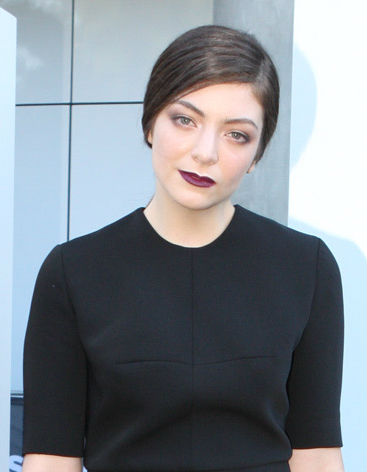
Lorde jest pierwszą nowozelandzką piosenkarką, która dostała się na 1 miejsce amerykańskiego notowania. Dodatkowo 16-letnia wokalistka jest najmłodszą zdobywczynią 1 miejsca od 1987, gdy Tiffany dostała się na szczyt z utworem „I Think We're Alone Now”. Jest też najdłużej przebywającą na 1 miejscu klasyfikacji indie kobietą w historii. Tego wszystkiego dokonała z utworem „Royals”, który liderował przez 9 tygodni na liście.

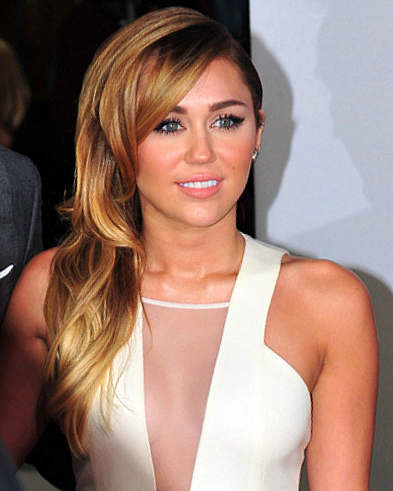
Miley Cyrus dzięki zmianom w zasadach tworzenia listy Billboard Hot 100 i wysokim statystykom wyświetleń w serwisie YouTube 2 razy wchodziła na 1 miejsce listy z utworem „Wrecking Ball”.

Notowanie Billboard Hot 100 przedstawia najlepiej sprzedające się single w Stanach Zjednoczonych. Publikowane jest ono przez magazyn Billboard, a dane kompletowane są przez Nielsen SoundScan w oparciu o cotygodniowe wyniki sprzedaży cyfrowej oraz fizycznej singli, a także częstotliwość emitowania piosenek na antenach stacji radiowych.

W notowaniu z 2 marca do czynników kształtujących listę dodano liczbę wyświetleń piosenki w serwisie YouTube, co przyczyniło się między innymi do debiutu na 1 miejscu utworu „Harlem Shake” całkowicie anonimowego szerszej publiczności amerykańskiego DJ-a Baauera. Utwór ten nie posiada oficjalnego teledysku i do jego wysokich notowań przyczyniła się seria filmików, z których powstał mem internetowy o tej samej nazwie, co sam utwór. W sumie 10 singli w 2013 dostało się na szczyt notowania. Faktycznie ich było jednak 11, ale „Locked Out of Heaven” Bruno Marsa było już na 1 miejscu w 2012.

W 2013 siedmiu artystów umieściło swoje pierwsze utwory na szczycie amerykańskiej listy, zarówno jako liderzy, jak i we współpracy z innymi artystami. Byli to: Macklemore i Ryan Lewis, Wanz, Baauer, Ray Dalton, Robin Thicke, Miley Cyrus i Lorde. 5 wspólnych projektów było na 1 miejscu listy.

Najdłużej na 1 miejscu przebywał utwór „Blurred Lines” amerykańskiego piosenkarza R’n’B Robina Thicke we współpracy z Pharrellem Williamsem i T.I. i spędził 12 tygodni na szczycie notowania. Ponadto nowozelandyjska piosenkarka indie Lorde była przez 9 tygodni na szczycie z utworem „Royals”, a „Thrift Shop” duetu Macklemore’a i Ryana Lewisa był 1 w sumie przez 6 tygodni i został najlepiej sprzedającym się singlem roku. Bruno Mars i duet Macklemora z Ryanem Lewisem dostawali się na 1 miejsce z 2 różnymi singlami.

## Historia notowania
| Data publikacji | Piosenka                | Artysta                                         | Źródła |
| --------------- | ----------------------- | ----------------------------------------------- | ------ |
| 5 stycznia      | „Locked Out of Heaven”  | Bruno Mars                                      | [ 2 ]  |
| 12 stycznia     | „Locked Out of Heaven”  | Bruno Mars                                      | [ 3 ]  |
| 19 stycznia     | „Locked Out of Heaven”  | Bruno Mars                                      | [ 4 ]  |
| 26 stycznia     | „Locked Out of Heaven”  | Bruno Mars                                      | [ 5 ]  |
| 2 lutego        | „Thrift Shop”           | Macklemore & Ryan Lewis featuring Wanz          | [ 6 ]  |
| 9 lutego        | „Thrift Shop”           | Macklemore & Ryan Lewis featuring Wanz          | [ 7 ]  |
| 16 lutego       | „Thrift Shop”           | Macklemore & Ryan Lewis featuring Wanz          | [ 8 ]  |
| 23 lutego       | „Thrift Shop”           | Macklemore & Ryan Lewis featuring Wanz          | [ 9 ]  |
| 2 marca         | „Harlem Shake”          | Baauer                                          | [ 10 ] |
| 9 marca         | „Harlem Shake”          | Baauer                                          | [ 11 ] |
| 16 marca        | „Harlem Shake”          | Baauer                                          | [ 12 ] |
| 23 marca        | „Harlem Shake”          | Baauer                                          | [ 13 ] |
| 30 marca        | „Harlem Shake”          | Baauer                                          | [ 14 ] |
| 6 kwietnia      | „Thrift Shop”           | Macklemore & Ryan Lewis featuring Wanz          | [ 15 ] |
| 13 kwietnia     | „Thrift Shop”           | Macklemore & Ryan Lewis featuring Wanz          | [ 16 ] |
| 20 kwietnia     | „When I Was Your Man”   | Bruno Mars                                      | [ 17 ] |
| 27 kwietnia     | „Just Give Me a Reason” | Pink featuring Nate Ruess                       | [ 18 ] |
| 4 maja          | „Just Give Me a Reason” | Pink featuring Nate Ruess                       | [ 19 ] |
| 11 maja         | „Just Give Me a Reason” | Pink featuring Nate Ruess                       | [ 20 ] |
| 18 maja         | „Can’t Hold Us”         | Macklemore & Ryan Lewis featuring Ray Dalton    | [ 21 ] |
| 25 maja         | „Can’t Hold Us”         | Macklemore & Ryan Lewis featuring Ray Dalton    | [ 22 ] |
| 1 czerwca       | „Can’t Hold Us”         | Macklemore & Ryan Lewis featuring Ray Dalton    | [ 23 ] |
| 8 czerwca       | „Can’t Hold Us”         | Macklemore & Ryan Lewis featuring Ray Dalton    | [ 24 ] |
| 15 czerwca      | „Can’t Hold Us”         | Macklemore & Ryan Lewis featuring Ray Dalton    | [ 25 ] |
| 22 czerwca      | „Blurred Lines”         | Robin Thicke featuring T.I. & Pharrell Williams | [ 26 ] |
| 29 czerwca      | „Blurred Lines”         | Robin Thicke featuring T.I. & Pharrell Williams | [ 27 ] |
| 6 lipca         | „Blurred Lines”         | Robin Thicke featuring T.I. & Pharrell Williams | [ 28 ] |
| 13 lipca        | „Blurred Lines”         | Robin Thicke featuring T.I. & Pharrell Williams | [ 29 ] |
| 20 lipca        | „Blurred Lines”         | Robin Thicke featuring T.I. & Pharrell Williams | [ 30 ] |
| 27 lipca        | „Blurred Lines”         | Robin Thicke featuring T.I. & Pharrell Williams | [ 31 ] |
| 3 sierpnia      | „Blurred Lines”         | Robin Thicke featuring T.I. & Pharrell Williams | [ 32 ] |
| 10 sierpnia     | „Blurred Lines”         | Robin Thicke featuring T.I. & Pharrell Williams | [ 33 ] |
| 17 sierpnia     | „Blurred Lines”         | Robin Thicke featuring T.I. & Pharrell Williams | [ 34 ] |
| 24 sierpnia     | „Blurred Lines”         | Robin Thicke featuring T.I. & Pharrell Williams | [ 35 ] |
| 31 sierpnia     | „Blurred Lines”         | Robin Thicke featuring T.I. & Pharrell Williams | [ 36 ] |
| 7 września      | „Blurred Lines”         | Robin Thicke featuring T.I. & Pharrell Williams | [ 37 ] |
| 14 września     | „Roar”                  | Katy Perry                                      | [ 38 ] |
| 21 września     | „Roar”                  | Katy Perry                                      | [ 39 ] |
| 28 września     | „Wrecking Ball”         | Miley Cyrus                                     | [ 40 ] |
| 5 października  | „Wrecking Ball”         | Miley Cyrus                                     | [ 41 ] |
| 12 października | „Royals”                | Lorde                                           | [ 42 ] |
| 19 października | „Royals”                | Lorde                                           | [ 43 ] |
| 26 października | „Royals”                | Lorde                                           | [ 44 ] |
| 2 listopada     | „Royals”                | Lorde                                           | [ 45 ] |
| 9 listopada     | „Royals”                | Lorde                                           | [ 46 ] |
| 16 listopada    | „Royals”                | Lorde                                           | [ 47 ] |
| 23 listopada    | „Royals”                | Lorde                                           | [ 48 ] |
| 30 listopada    | „Royals”                | Lorde                                           | [ 49 ] |
| 7 grudnia       | „Royals”                | Lorde                                           | [ 50 ] |
| 14 grudnia      | „Wrecking Ball”         | Miley Cyrus                                     | [ 51 ] |
| 21 grudnia      | „The Monster”           | Eminem featuring Rihanna                        | [ 52 ] |
| 28 grudnia      | „The Monster”           | Eminem featuring Rihanna                        | [ 53 ] |